# Хеян
Хейан (на японски: 平安時代) е период от японската история, датиращ от 794 до 1185 г. Наречен е по името на столицата Хейан-кио (днес Киото). По времето на този период, в Япония будизмът и други китайски влияния достигат връх. Освен това, Хеян бележи кулминация на японския императорски двор и е известен със своето изкуство, особено поезия и литература. Макар императорският дом да изглежда властен, реалната власт е в ръцете на клана Фудживара – влиятелен аристократичен род, който сключва бракове с императорското семейство. Много от императорите са женени за момичета от фамилията Фудживара.
Китайският модел на централизирано управление, който е приет през периода Нара (710 – 784) постепенно се променя, докато нарастването на частните имения, лишени от данъци, посяга на държавната собственост и намалява субектите на държавната администрация. Нов център на власт се появява през 1086 г., когато император Ширакава се пенсионира преждевременно и установява отшелнически режим, управлявайки без трон. Тази система е продължена спорадично от по-късните императори.
Периодът Хейан се характеризира с процъфтяване на културата и дворянската аристокрация, която активно участва в преследване на естетическото усъвършенстване, водейки до развиване на изкуствата. Романът „Сказание за Генджи“ на Мурасаки Шикибу е отличен опис на живота сред благородничеството по това време и се счита за една от най-великите литературни творби въобще. Към края на периода гражданското недоволство расте, а провинциалните армии влизат във въоръжени конфликти. Към 1156 г. кавгата достига столицата, когато клановете Тайра и Минамото подкрепят съперничещи си претенденти за императорския трон. Тайра побеждават и упражняват слаб контрол в императорския двор до 1185 г.